# Limopsidae
Famille
Genres de rang inférieur
- Limopsis
- etc.

Les Limopsidae sont une famille de mollusques bivalves de l'ordre des Arcida (anciennement des Arcoida).

## Liste des genres
Selon ITIS (6 juin 2010) :
- genre Empleconia Dall, 1908
- genre Limopsis Sasso, 1827
- genre Nipponolimopsis Habe, 1951